# Harvard Square
Harvard Square est une place triangulaire proche du centre de Cambridge dans le Massachusetts, aux États-Unis. Le nom désigne à la fois la place située à une intersection et le quartier d'affaires et l'université Harvard entourant cette place.
Elle est parfois considérée comme le centre historique de Cambridge.
La place est inscrite au Registre national des lieux historiques depuis 1982.